# Lukáš Zima
Lukáš Zima (Opočno, 9 januari 1994) is een Tsjechische profvoetballer die als doelman speelt. Hij staat sinds januari 2025 onder contract bij FCSB.

## Loopbaan
Zima werd geboren in Opočno, een dorpje in het noorden van Tsjechië nabij de Poolse, begon met voetbal bij de amateurs van MFK Nové Město nad Metují en later bij profclub FC Hradec Králové alvorens hij in 2009 overstapte naar de jeugdopleiding van Slavia Praag waar hij uitgroeide tot Tsjechisch jeugdinternational. In de zomer van 2011 verkaste de doelman naar Genoa dat een transfersom van een miljoen euro voor hem betaalde. Halverwege het seizoen 2013/14 werd Zima verhuurd aan Reggiana. Daar maakte hij ook zijn profdebuut op 23 maart 2014 in een met 2-0 gewonnen thuiswedstrijd tegen Como. Nadien werd Zima door Genoa nog verhuurd aan achtereenvolgens Venezia, Mantova, Perugia en Livorno dat bij de huurovereenkomst een optie tot koop bedong. De club uit de Serie B maakte ook het in het daaropvolgende seizoen gebruik van zijn diensten. Na afloop van de huurovereenkomst met Livorno keerde Zima in de zomer van 2020 weer terug naar Genoa. In de zomer van 2021 werd de transfervrije doelman vastgelegd door VVV-Venlo waar hij een contract tekende tot 1 juli 2023. Zima was aanvankelijk eerste keus, maar na de 14e speelronde belandde hij op de bank omdat trainer Jos Luhukay de voorkeur gaf aan reservedoelman Delano van Crooij die in de uitwedstrijd bij ADO Den Haag onder de lat mocht starten. Na het vertrek van Van Crooij kreeg Zima in zijn tweede Venlose seizoen van de nieuwe trainer Rick Kruys weer de voorkeur boven de nieuwe tweede doelman Ennio van der Gouw. In een thuiswedstrijd op 16 september 2022 tegen Jong PSV viel de Tsjech uit met een enkelblessure die hem maandenlang aan de kant zou houden, waardoor hij zijn plek onder de lat noodgedwongen moest afstaan aan Van der Gouw. Na afloop van zijn contract vertrok de transfervrije Tsjech naar Petrolul Ploiești. Zima tekende een driejarige verbintenis bij de club die uitkomt op het hoogste Roemeense niveau. Zima wekte met zijn prestaties de belangstelling van FCSB dat hem met ingang van 1 januari 2025 voor een transfersom van 250.000 euro wist vast te leggen. Zima tekende een contract tot medio 2028 bij de Roemeense kampioen.

## Clubstatistieken
| Seizoen                               | Club              | Competitie      | Competitie | Competitie | Beker | Beker | Overige | Overige | Totaal | Totaal |
| Seizoen                               | Club              | Competitie      | Wed.       | Dlp.       | Wed.  | Dlp.  | Wed.    | Dlp.    | Wed.   | Dlp.   |
| ------------------------------------- | ----------------- | --------------- | ---------- | ---------- | ----- | ----- | ------- | ------- | ------ | ------ |
| 2013/14                               | Genoa             | Serie A         | 0          | 0          | 0     | 0     | —       | —       | 0      | 0      |
| 2013/14                               | Reggiana          | Lega Pro 1a - A | 5          | 0          | 0     | 0     | —       | —       | 5      | 0      |
| 2014/15                               | Venezia           | Lega Pro - A    | 11         | 0          | 2     | 0     | —       | —       | 13     | 0      |
| 2014/15                               | Mantova           | Lega Pro - A    | 9          | 0          | 0     | 0     | —       | —       | 9      | 0      |
| 2015/16                               | Perugia           | Serie B         | 0          | 0          | 0     | 0     | —       | —       | 0      | 0      |
| 2016/17                               | Genoa             | Serie A         | 0          | 0          | 0     | 0     | —       | —       | 0      | 0      |
| 2017/18                               | Genoa             | Serie A         | 0          | 0          | 0     | 0     | —       | —       | 0      | 0      |
| 2018/19                               | Livorno           | Serie B         | 18         | 0          | 0     | 0     | —       | —       | 18     | 0      |
| 2019/20                               | Livorno           | Serie B         | 13         | 0          | 1     | 0     | —       | —       | 14     | 0      |
| 2020/21                               | Genoa             | Serie A         | 0          | 0          | 0     | 0     | —       | —       | 0      | 0      |
| 2021/22                               | VVV-Venlo         | Eerste divisie  | 17         | 0          | 0     | 0     | —       | —       | 17     | 0      |
| 2022/23                               | VVV-Venlo         | Eerste divisie  | 7          | 0          | 1     | 0     | 0       | 0       | 8      | 0      |
| 2023/24                               | Petrolul Ploiești | Liga 1          | 39         | 0          | 1     | 0     | —       | —       | 40     | 0      |
| 2024/25                               | Petrolul Ploiești | Liga 1          | 20         | 0          | 0     | 0     | —       | —       | 20     | 0      |
| 2024/25                               | FCSB              | Liga 1          | 0          | 0          | 0     | 0     | —       | —       | 0      | 0      |
| Carrière totaal                       | Carrière totaal   | Carrière totaal | 139        | 0          | 5     | 0     | 0       | 0       | 144    | 0      |
| Bijgewerkt tot en met 7 februari 2025 |                   |                 |            |            |       |       |         |         |        |        |